# Анархистские взрывы в США (1919)

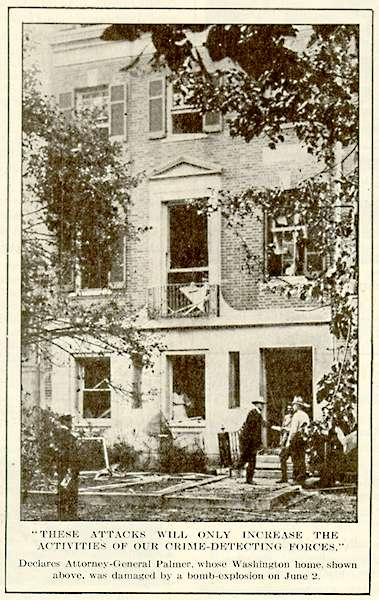
Урон, нанесённый дому генерального прокурора Митчела Палмера

Анархистские взрывы в США в 1919 году — серия взрывов и попыток взрывов осуществленных анархистами (последователями Луиджи Галлеани) с апреля по июнь 1919 года. Эти взрывы стали причиной первой Красной угрозы.

## Рассылка бомб по почте в апреле
В конце апреля 1919 год, по крайней мере, 36 бомб были отправлены по почте видным политикам и официальным лицам, включая генерального прокурора США, а также чиновникам министерства юстиции, редакторам газет и бизнесменам, включая Джона Д. Рокфеллера. В дополнение к этому адресатами стали должностные лица высокого уровня. Одна бомба была отправлена в дом агента ФБР, который в 1918 году арестовал двух известных галлеанистов. Это привело к обыскам в офисах газеты Cronaca Sovversiva.
Бомбы были вложены в картонные коробки, обёрнутые в ярко-зелёную бумагу со штампом «Братья Гимбел — Примеры нововведений». Внутри коробки был деревянный брусок размером 6×3×1 дюймов с динамитом. К бруску был прикреплён маленький флакон серной кислоты с тремя капсюль-детонаторами, наполненными фульминатом ртути. Открытие одного конца коробки (помеченного надписью «открыть») высвобождало спиральную пружину, после чего кислота начинала капать на капсюль-детонаторы; кислота прожигала капсюль, они воспламенялись и происходил взрыв.
Галлеанисты планировали взрывы к Первому мая. Начиная с 1890 года и образования Второго интернационала 1 мая праздновался как международный день революционной солидарности коммунистов, анархистов и социалистов. Мэр Сиэтла Оли Хэнсон, который стал известен благодаря своим действиям против всеобщей Сиэтлской стачки, получил посылку с бомбой, но она была открыта Уильямом Лангером, сотрудником его офиса. Лангер открыл посылку не с той стороны, и бутылочка с кислотой упала на стол, не сдетонировав. Он отдал бомбу местной полиции, которая уведомила об этом почтовые службы и другие полицейские отделения. 29 апреля сенатор от Джорджии Томас В. Хардвик, который был соавтором направленного против радикалов Закона об иммиграции 1918 года, также получил замаскированную бомбу. Взрывом оторвало руки его домоправительницы, когда она попыталась открыть пакет. Жена сенатора также пострадала от взрыва. У неё обгорела шея и лицо, шрапнелью порвало губу и выбило несколько зубов.
В новостях отчёт о бомбе, присланной Хардвику, была описана её отличительная черта — упаковка. Один внимательный служащий почтового отделения вспомнил о ещё 16 похожих посылках, которые несколькими днями ранее он отложил. Ещё 12 бомб были обезврежены, не достигнув своей цели. Адресатами были:
- Теодор Г. Бильбо, губернатор штата Миссисипи, деятель Ку-Клукс-Клана
- Фредерик Баллмер, редактор, Daily News
- Альберт С. Барлесон, Генеральный почтмейстер США
- Джон Л. Барнетт, конгрессмен США, штат Алабама
- Энтони Каминетти, Генеральный комиссар по вопросам иммиграции
- Эдвард А. Куна, помощник окружного прокурора, Сан-Франциско
- Ричард Э. Энрайт, комиссар полиции, Нью-Йорк
- Т. Лэри Эйри, сенатор в штате Пенсильвания
- Чарльз М. Фиккерт, окружной прокурор, Сан-Франциско
- Р. В. Финч, агент ФБР
- Оле Хэнсон, мэр Сиэтла
- Томас В. Хардвик, бывший сенатор США
- Оливер Вэндел Холмс, судья
- Фредерик Хау, комиссар по вопросам миграции, Нью-Йорк
- Джон Ф. Хилан, мэр, Нью-Йорка
- Альберт Джонсон, конгрессмен США, штат Вашингтон
- Уильям Х. Кинг, сенатор США, Юта
- Уильям Х. Ламар, адвокат почтового отделения
- Кенесо Лэндис, окружной судья, Чикаго
- Дж. П. Морган, бизнесмен
- Френк К. Небекер, специальный помощник генерального прокурора
- Ли С. Овермэн, сенатор США, Северная Каролина
- Митчел Палмер, генеральный прокурор США
- Рокфеллер, Джон Дэвисон, бизнесмен
- Уильям И. Шаффер, генеральный прокурор, штат Пенсильвания
- Уолтер Скотт, мэр города Джексон, Миссисипи
- Рэл Смоут, сенатор США, Юта
- Уильям Спраул, губернатор штата Пенсильвания
- Уильям Б. Вилсон, министр труда США
- Уильям Мэдиссон Вуд, президент Американской шерстяной компании

## Взрывы в июне
Вечером 2 июня 1919 года галлеанистам удалось взорвать восемь больших бомб почти одновременно в восьми различных американских городах. Эти бомбы были намного больше, чем посланные в апреле, содержали до 25 фунтов динамита и все содержали металлические частицы, чтобы действовать как шрапнель. Среди адресатов были правительственные чиновники, которые поддержали законы о подавлениях мятежей и высылку иммигрантов, подозреваемых в преступлениях или связанных с незаконными движениями, а также судьи, которые приговорили анархистов к заключению. Нападению подверглись дома мэра Кливленда Гарри Л. Дэвиса, судьи В. Х. С. Томсона, представителя штата Массачусетс Лелэнда Пауэрса, судьи Чарльза К. Нотта из Нью-Йорка и генерального прокурора А. Палмера, уже получавшего бомбы по почте в апреле. Ни одна из намеченных жертв не погибла, но бомбы лишили жизни ночного сторожа, женщину, которая пришла в гости к одной из жертв, и одного из анархистов, Карла Валдиночи, бывшего редактора газеты Cronaca Sovversiva и близкого партнёра Галлеани (взрыв произошёл раньше намеченного времени). При этом Палмер и его семья от взрыва серьёзно не пострадали, но их дом был значительно разрушен.
К каждой из бомб была прикреплена розовая листовка, озаглавленная «Простые слова». На ней было написано:
Война, Классовая война, и вы были первыми, кто стал вести её под прикрытием влиятельных организаций, которые вы именуете порядком, во тьме ваших законов. Должна пролиться кровь; мы не будем прятаться; нужны будут убийства: мы будем убивать, потому что это необходимо; нужны будут разрушения: мы будем разрушать, чтобы избавить мир от ваших тиранических организаций.
Листовки были отслежены и найдено место, где они были отпечатаны — в печатном цеху, где работали два анархиста: наборщики Андреа Сальседо и Роберто Элиа, оба галлеанисты, согласно воспоминаниям других участников организации . Сальседо покончил жизнь самоубийством, а Элиа отказался давать показания о своей роли в организации галлеанистов в обмен на прекращение судебного процесса о депортации. Не имея доказательств для уголовных дел против галлеанистов, власти продолжали использовать Закон об иммиграции и соответствующее законодательство, чтобы выслать из страны установленных галлеанистов.

## Реакция
Генеральный прокурор А. Митчелл Палмер, который дважды был целью анархистских бомб, организовал общенациональную серию действий полиции по наведению порядка, известных как рейды Палмера, в ноябре 1919 года и январе 1920 года. По подозрению в нарушении Закона о шпионаже и Закона о подстрекательстве было арестовано около 10 тысяч человек, из которых 3500 были заключены под стражу. Около 500 человек было выслано. Массовые обыски и аресты добавили масла в огонь под названием Красная угроза 1919—1920 годов — широко распространенный страх, что радикалы запланировали свергнуть правительство Соединенных Штатов и заменить его большевистской диктатурой, как в России.